# Julia Kavanagh
Julia Kavanagh, född 7 januari 1824 i Thurles (Tipperary, Irland), död 28 oktober 1877 i Nice, var en engelsk författare. Hon skrev bland annat romaner och biografier.
Julia Kavanagh var dotter till Bridget Kavanagh och filologen Morgan Peter Kavanagh. Hon växte upp hos sina föräldrar i Normandie och lärde sig under uppväxten det franska språket och fick insikt i fransk kultur. 1844 separerade hennes föräldrar och hon flyttade med sin mor till London. Hon försörjde sig själv och sin mor genom sitt skrivande och gifte sig aldrig.
Hon debuterade 1847 med berättelsen Three Paths, men det var med det följande verket Madeleine, a Tale of Auvergne, 1848, som hon gjorde sig känd för allmänheten.
Scenen för hennes skildringar är ofta Frankrike, som hon kände väl till och skildrade med sympati ( exempelvis Tavlor och scener ur pariserlivet, 1861).